# Broërec
IVe siècle – VIIIe siècle (Royaume)
VIIIe siècle – 992 (Comté)
Entités précédentes :
- Empire romain d'Occident (Lyonnaise III)

Entités suivantes :
- Marche de Bretagne
- Royaume de Bretagne

Broérec ou Bro Waroch (Bro-Wereg en breton, identifié comme Bro Erech dans l'historiographie anglo-saxonne) est le nom d'un royaume, ou comté, créé au VIe siècle par les Bretons aux dépens de l'ancienne cité gallo-romaine des Vénètes, et situé dans l'Armorique au Haut Moyen Âge. Son périmètre géographique approche celui de l'actuel Vannetais, comme du département du Morbihan.

## Formes anciennes
Bro Waroch évolua en Broérec (Bro-Wereg en breton). Plusieurs formes anciennes du Broérec sont attestées dans le cartulaire de Redon :  Brooueroch en 830, 840, 842 puis en 868, Brouueroc vers 836-849 puis en 851, Brouuerec en 834, Brouueroec en 846, provincia Uuarrochia en 878, patria Gueroci en 909 et Brouuerec au XIe siècle.
Il est possible que le nom d'Erec, le héros du roman Erec et Enide de Chrétien de Troyes, soit directement inspiré par le Broérec.

## De la cité des Vénètes au Broérec
Dans un contexte de délitement du pouvoir dans le domaine gallo-romain, soumis à la pression des Francs et des Wisigoths, il est probable que ce potentat se soit formé par l'abandon de l'administration romaine plutôt que par rébellion contre les francs fédérés, alors plus à l'est en Belgique seconde[réf. souhaitée]. La vie de saint Melaine évoque l'existence d'un roi de Vannes (rex Uenetensis), sans doute d'origine gallo-romaine, Eusebius, contemporain de l'évêque.
D'après la vie de Saint Patern, le premier souverain semi-légendaire de ce royaume est Caradoc Freichfras, mais il est plus probable que cette vita, rédigée au Pays de Galles, fasse en réalité référence à un souverain du royaume d'Ergyng.
Dès la seconde partie du VIe siècle, les Bretons semblent actifs dans la région de Vannes. Vers 550, Macliau est brièvement évêque de Vannes. En 560, le prince franc Chramn et son allié, le comte breton Chonoobre, sont défaits dans le pays de Vannes. En 578, la civitas gallo-romaine de Vannes est conquise par le Waroch fils de Macliau qui laissa sans doute son nom à la région : Bro Waroch signifie en breton le « pays de Waroch ».
L'est de ce territoire est le théâtre de nombreux affrontements entre Bretons et Francs jusqu'au début du VIIIe siècle, époque où le comté de Vannes est intégré à la Marche de Bretagne, sous la garde des Widonides. Le Broérec repasse sous domination bretonne lors du règne de Nominoë au milieu du IXe siècle.

## Foyer
Il semble que les rois ou comtes de Broérec aient eu leur résidence principale dans la région d'Auray, avant que Vannes ne finalement soit conquise, à la suite d'un siècle d'enclavement au sein du regnum breton. Il a été avancé que Locmariaquer a pu être un lieu de résidence du roi breton Waroch.

## Postérité

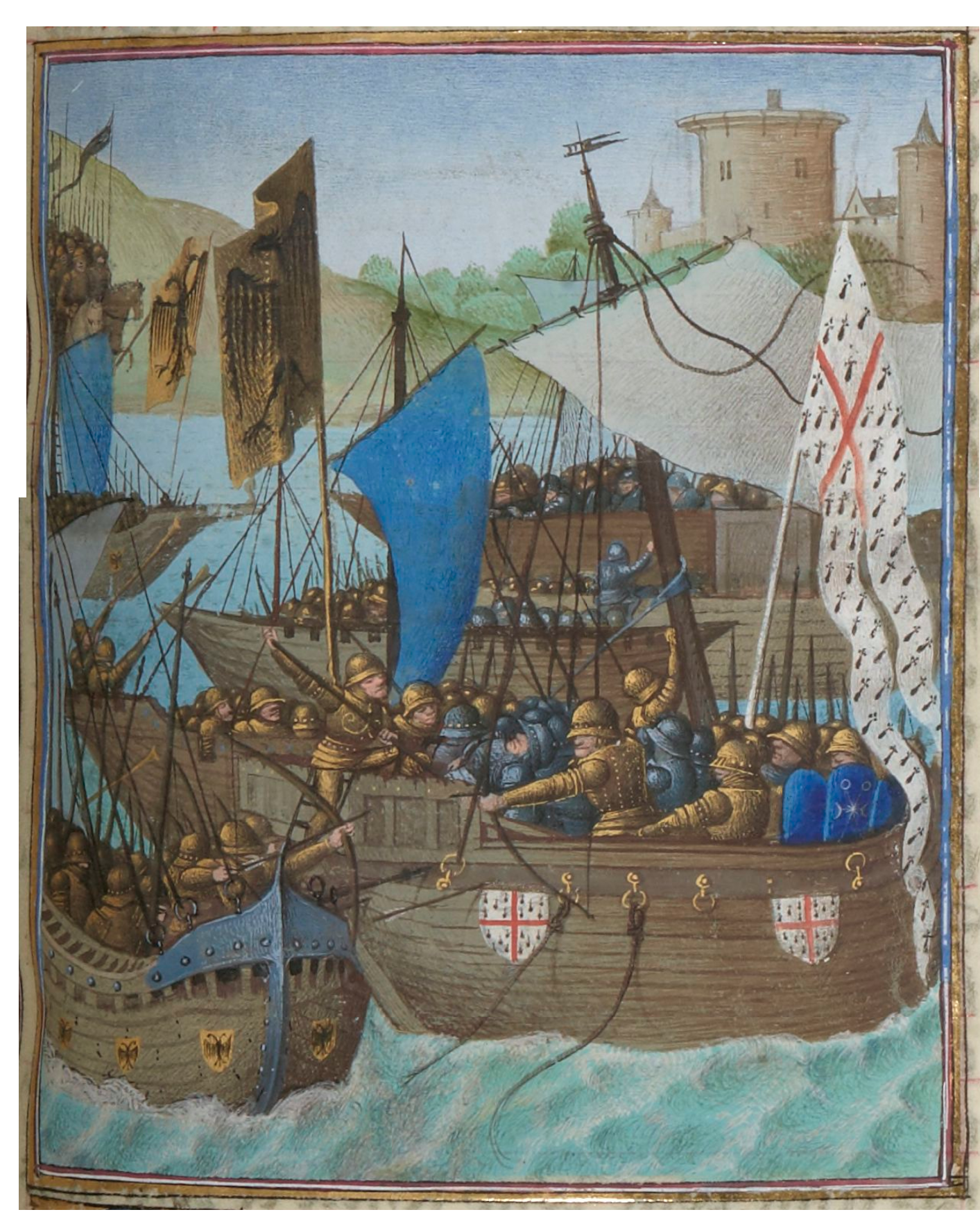
Représentation du combat naval opposant Romains et Vénètes - Anciennes histoires des Romains BNF ms fr 64 (folio 266r)

À partir du IXe siècle, l'appellation Broérec désigne le comté de Vannes, rapidement intégré au domaine ducal de Bretagne. Il fut le cadre d'une division administrative et surtout judiciaire, la baillie (équivalente aux bailliages français) qui survécut jusqu'à la Révolution sous la nouvelle dénomination de Présidial, lui-même le moule du nouveau département du Morbihan.
Il recoupait avant la Révolution, à peu près le diocèse de Vannes, qui avait succédé à l'ancienne cité armoricaine des Vénètes et auquel on donne aujourd'hui le nom de Vannetais (Douarwened) ou (Bro-Gwened) en breton.
Les noms de Vannetais et de Broérec furent utilisés concurremment. Au XVe siècle le Broérec désigne encore la sénéchaussée de Vannes. Depuis le XIXe siècle, les limites de ces divisions se sont confondues et la ville de Vannes cumule le siège de chacune.
Une miniature du XVe siècle, issues des Anciennes histoires des Romains, donne pour emblème aux Vénètes antiques, et partant au Broërec contemporain de l'auteur, un pavillon (ainsi que deux écus) blanc semé de queues d'hermines sur lequel est posée une croix rouge droite, qu'on peut blasonner ainsi: "d'hermine à la croix de gueules".